# کریستین هیلدبراند
کریستین هیلدبراند (انگلیسی: Kristin Hildebrand؛ زادهٔ ۳۰ ژوئن ۱۹۸۵) بازیکن والیبال اهل ایالات متحده آمریکا است.